# 復讐的未亡人
《復讐的未亡人》是由日本漫畫家黑澤R創作的漫畫。故事描述主角鈴木密進入IT企業上班，實際上是為了替遭職場霸凌而死的亡夫報仇。改編真人電視劇將由2022年7月8日至8月26日於東京電視台播映，松本若菜主演。

## 電視劇
台灣由KKTV於7月8日起跟播。

### 演員列表
- 鈴木密：松本若菜
- 齋藤真言：桐山漣
- 鈴木陽史：淵上泰史
- 鈴木優吾：平岡祐太
- 佐伯麻穗：足立梨花
- 古武一也：森永悠希
- ：小西櫻子
- 若月勇：前川泰之（第1集－第3集）
- 橋本雅也：松尾諭（第1集、第7集）
- 山下晴菜：小林涼子（第4集－最終話）
- 勝浦凛：淺田芭路（第4集、第5集）

## 外部連結
- 電視劇官方網站（日語）
- 電視劇的X（前Twitter）（日語）
- 互联网电影数据库（IMDb）上《復讐的未亡人》的资料（英文）